# Хайнрих (херцог на Австрия)
Вижте пояснителната страница за други личности с името Хайнрих.
Хайнрих Дружелюбния (на немски: Heinrich der Sanftmütige; Freundliche; * 15 май 1299; † 3 февруари 1327, Брук ан дер Мур, Щирия) от династията Хабсбурги, е херцог на Австрия.

## Произход и брак
Той е петият син на римско-немския крал Албрехт I († 1 май 1308) и на Елизабет Каринтийска, Горицко-Тиролска († 28 октомври 1313) от род Майнхардини. По-малък брат е на Рудолф, Фридрих, Леополд и Албрехт и по-голям брат на Ото. Неговата голяма сестра Агнеса (1281 – 1364) е омъжена от 1296 г. за крал Андраш III от Унгария.
През 1298 г. баща му е коронован за крал в Аахен.
Хайнрих се жени през октомври 1314 г. за графиня Елизабет фон Вирнебург (1303 – 1343), дъщеря на граф Рупрехт II фон Вирнебург († 1304) и Кунигунда фон Нойенар († 1329). Тя е сестра на Хайнрих III фон Вирнебург († 1353), архиепископ и курфюрст на Майнц (1328/1337 – 1346/1353) и племенница на Хайнрих II фон Вирнебург, архиепископ на Кьолн (1304 – 1332). Бракът остава бездетен.
- Хайнрих
- Елизабет фон Вирнебург

## Управление
По нареждане на брат му, геген-крал Фридрих Красивия, той тръгва през 1316 г. с 2000 конника и множество пехотинци за Рим, за да моли помощ от папа Йоан XXII, който подкрепя Фридрих в споровете му за кралската корона с Лудвиг Баварски. Още преди да стигне в Рим, Хайнрих е извикан обратно от брат му.
При битката при Мюлдорф на 28 септември 1322 г. Хайнрих е пленен, както и брат му Фридрих и 1300 други благородници от Австрия и Залцбург. Хайнрих е държан строго затворен в бохемския дворец Бюрглиц. Освободен е през края на септември 1323 г. след плащането на 3000 дукати и отказването от правата му в Знайм, Кастел, Лаа и Вайтра.
Хайнрих умира на 28 години на 3 февруари 1327 г. в Брук на Мур на път за Грац, където искал да се срещне с брат си Фридрих, който идвал от Рейн. Вдовицата му го погребва в гробницата на Хабсбургите в манастир Кьонигсфелден.